# Верхній Салум
Верхній Салум — один з 10 районів округу Центральна Річка Гамбії. Населення — 15.970 (2003). Фульбе — 39,18 %, мандінка — 1,87 %, 56,54 % — волоф (1993).